# 이영섭 (1964년)
이영섭(1964년 전라북도 부안군 ~ )은 대한민국의 기업인이다. 1987년 고려대학교 산업공학과 학부를 졸업하고, 그해 한국과학기술원 산업공학과 석사과정에 진학하였는데, 그때 경험한 것을 토대로 《과학원 아이들》이라는 소설을 썼다. 《인맥의 법칙》, 《파브르 곤충기》등의 몇몇 책을 번역하기도 하였다.